# Balogh Pál (orvos)

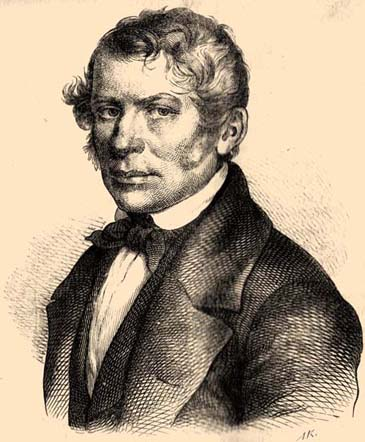
Portréja a Vasárnapi Ujság 1858. évi 43. számából

Almási Balogh Pál (Nagybarca, 1794. október 20. – Pest, 1867. szeptember 11.) homeopata magyar orvos, nyelvész, barlangkutató, és tudományszervező. A Magyar Tudós Társaság levelező (1831), majd rendes (1835) tagja.

## Családja
Címeres, felsőalmási előnevű nemesi családba született,iii apja Almási Balogh Mózes nagybarcai református lelkész, anyja Kökényesdy Erzsébet. Testvérei: Almási Balogh Sámuel (1796–1867) serkei református lelkész, nyelvész, író, a Magyar Tudományos Akadémia levelező tagja (1858), Almási Balogh József (1799–1884) költő, író és Balogh Ferenc (1801–?) gömöri ügyész.iv, v, vi 
Felesége 1832-től kisjókai Ágoston Amália, kisjókai Ágoston Ferenc (1760–1844), valamint benyói és urbanói Benyovszky Amália (1783–1851) lánya, benyói és urbanói Benyovszky Sámuel (1744–1790) ügyvéd, királyi ügyész unokája. Négy gyermekük született: Balogh Zoltán (1833–1878) költő, író, festőművész, Balogh Melanie (a későbbiekben: Benyovszky Oszkárné) (1836–1862) költő,vii, viii Almási Balogh Tihamér (1838–1907) homeopata orvos, író, valamint Almási Balogh Albin (1846–1915) református egyháztanácsos, presbiter.ix  

## Életútja
Puritán értelmiségi légkörben nevelkedett. Alsóbb iskoláit Rimaszombatban végezte, majd 1810 és 1814 között Sárospatakon tanult, ahol teológiai tanulmányait lezárva református lelkészi oklevelet szerzett. Ezt követően beiratkozott a késmárki jogakadémiára, később pedig a sárospataki főiskolán folytatta tanulmányait. Mindeközben a görög és a latin mellett kiválóan megtanult németül, franciául, angolul, olaszul és spanyolul is.x, xi, xii 
1817-ben Pestre költözött; 1817 és 1822 között a pesti orvosi kar hallgatója volt, ahol 1823-ban orvosdoktori oklevelet szerzett. Dissertatio inauguralis medica de evolutione et vita encephali című, latin nyelven írt és a kor szokásaihoz képest szokatlanul terjedelmes, 115 oldalas doktori értekezésében a ma központi idegrendszernek nevezett agy és gerincvelő fejlődésével (evolúciójával), illetve élettanával foglalkozott.xiii  
Hogy ismereteit tovább bővítse, 1825-ben bejárta Németországot, ahol nemcsak a nagyobb városok kórházait és tudományos intézeteit kereste fel, hanem ismeretséget kötött számos német tudóssal és alkotóval, többek között Johann Wolfgang von Goethével (1749–1832), valamint Christian Friedrich Samuel Hahnemann-nal (1755–1843), a homeopátiás orvoslás (az ún. hasonszenvi gyógyászat vagy hasonszenvészet) megalapítójával is, aki különösen nagy hatást gyakorolt a fiatal orvos gondolkodására és pályájának alakulására. Magyarországra visszatérve Balogh Pál a heves szakmai vitákat kiváltó, ugyanakkor széles körben rövid időn belül rendkívül népszerűvé vált homeopátia követőjeként lett a reformkor egyik legismertebb és legkeresettebb orvosa, aki miközben ingyen vállalta a szegények gyógyítását, az ország legbefolyásosabb személyiségeinek körében is nagy tekintélyre tett szert. Háziorvosának tartotta többek között Széchenyi István gróf és Kossuth Lajos is, akikkel azonban nem csupán orvos–beteg viszonyban, hanem baráti kapcsolatban is állt.xiv 1848 szeptemberében ő kísérte el Széchenyit Döblingbe, Kossuthot pedig – orvosaként – rendszeresen felkereste a börtönben, és a későbbiekben is kiterjedt levelezést folytattak.xv, xvi, xvii 
A Magyar Tudós Társaság (a mai Magyar Tudományos Akadémia) első nagygyűlésén, 1831. február 17-én „a magyar nyelv és literatura elősegítése tekintetéből” végzett tevékenységének elismeréseképpen levelező tagjai közé, majd 1835. szeptember 14-én a Nyelv- és Széptudományi Osztály rendes tagjának választotta.xviii, xix Akadémiai székfoglaló előadását 1836. január 4-én tartotta A nyelv és annak a lélekhez való viszonyai címmel. Eközben orvosi munkásságát elismerve 1834-ben az berlini és lyoni orvosi társaságok is levelező tagjukká fogadták.xx 
A Széchenyi Istvánnal és Kossuth Lajossal kötött barátsága egyúttal azt is eredményezte, hogy Balogh Pál aktívan részt vett számos reformkori kezdeményezésben.xxi Úgy vélte, hogy elsősorban az ipart és a kereskedelmet kell felszabadítani az osztrák uralom alól, ezért szerepet vállalt a német gyapjú, illetve az angol és a magyar kereskedők közé álló kalmárok ellen szerveződő Angol–Magyar Kereskedelmi Intézet létrehozásának megszervezésében, valamint az ő nevéhez köthető a Kossuth közreműködésével megalakult Iparegyesület eszméje is. Balogh Pál a kereskedelem fellendítése érdekében javaslatot tett egy olyan intézmény létesítésére, amely szövetségbe tömöríti a magyar gazdatársadalmat, és bekapcsolja a magyar piacot a világkereskedelembe. Kezdeményezte ezenkívül az Állatkínzás Elleni Egylet (a mai Magyar Állatvédő Egyesület) megalapítását.xxii 
Jegyzője volt az 1846–1847-ben alakult homeopátiás egyletnek. 1847-ben az olasz tudósok velencei kongresszusán ő képviselte a magyar orvosok és természetvizsgálók Sopronban tartott VIII. nagygyűlését. 
Az 1848–49-es forradalom és szabadságharc idején, majd a szabadságharc leverését követő megtorlások alatt feleségével, a honvédkórházak főápolónőjévé kinevezett dr. Balogh Pálné Ágoston Amáliával számos sebesültet kezeltek, akiket sok esetben a saját otthonukban szállásoltak el, és a szállás mellett élelemmel, illetve gyógyszerekkel is igyekeztek ellátni.xxiii 
Széchenyi István tragédiája és a szabadságharc bukása Balogh Pált mélyen megrendítette. A közéleti szerepléstől visszavonulva ebben az időszakban orvosi hivatása mellett elsősorban a Magyar Tudományos Akadémia érdekében végzett tudományos és tudományszervezői munkáját helyezte előtérbe. 1856 nyarán ismét külföldre utazott; nyugat-európai körútja során látogatást tett Franciaországban, Angliában és Belgiumban is. Felkereste többek között az etológia megalapítójaként számon tartott Isidore Geoffroy Saint Hilaire-t (1805–1861), a Francia Tudományos Akadémia elnökét, valamint Michael Faraday (1791–1867) angol fizikust és kémikust, a londoni Royal Society tagját, és személyes ismeretségei révén elérte, hogy Nyugat-Európa legjelentősebb tudományos társaságai – a Royal Society, az Asiatic Society, az Astronomic Society és az Académie Inscriptions – hivatalosan is kapcsolatba lépjenek a Magyar Tudományos Akadémiával, illetve elküldjék kiadványaikat az Akadémia számára. Almási Balogh Pál kezdeményezésére 1858-ban Isidore Geoffroy Saint Hilaire-t az MTA külföldi tagjává választották.xxiv, xxv, xxvi 
Jelentős szerepet játszott az 1865-ben megalakult Homeopata Orvosok Egyesületének létrehozásában, amelyet 1865. december 28-tól haláláig elnökként vezetett. 

## Munkássága
Almási Balogh Pál fiatal korától írt – esetenként Kákay Aranka álnéven – szépirodalmi dolgozatokat, és kéziratos hagyatékában drámafordítás is található (Bronzfő vagy a szökevény, dráma három felvonásban),xxvii de kimagasló eredményeket a tudományos (elsősorban orvosi, természettudományi, filozófiai és nyelvészeti) munkáiban, valamint a tudományszervezés terén ért el.xxviii  
Már medikusként küldött rövidebb cikkeket az 1817-ben indult Tudományos Gyűjteménybe. Az 1819-es évfolyam II. kötetében megjelent A kép-írásról, annak gyakorlásáról és betséről című dolgozatában egy nemzeti képtár létrehozását javasolta; írását számos további cikk követte.xxix 1827-ben ugyanitt indított sorozatot Barátságos tudósítások külföldről címen, amelyben a korábbi németországi útjáról számolt be. 
Baradlai utazás 1818-dik Esztendőben című munkájában (Tudományos Gyűjtemény, 1820) olvasható az aggteleki Baradla-barlang első részletes magyar nyelvű leírása, amely a 19. századi barlangkutatások egyik alapvető forrásaként szolgált. A részletes, irodalmi értékű beszámolóban a szerző nem csupán a Baradlában tett látogatásáról ír, hanem közreadja Robert Townson (1762–1827) angol természettudós angol nyelvű Baradla-leírásának magyar fordítását is. Bár nem vált belőle barlangkutató, 26 évvel később Balogh Pál érdeklődése újra a barlangtan felé fordult: a Magyar Tudós Társaság 1846-ban megjelent évkönyvében a tufnai csontbarlangokról közölt értekezést.xxx  
Az 1830-as években egyik központi alakja volt az orvosi szakkifejezések magyarítása körül keletkezett sajtóvitának. A mérsékeltek oldalán állva nem utasította el, de csak korlátozott mértékben látta indokoltnak a nyelvújítást, és számos újítással nem értett egyet. Így került szembe a magyar orvosi szaknyelv megalkotásán munkálkodó Bugát Pállal, akinek élesen bírálta egyes szóalkotó „túlkapásait”.xxxi A vitát Almási Balogh Pálnak az agyvelőről írt egyoldalas cikke indította el (Tudományok és Mesterségek Közönséges Tára, 1830), amelyben a szerző egyes anatómiai fogalmakra saját maga hozott létre magyar elnevezéseket, nem véve figyelembe Bugát Pál korábban kidolgozott magyarításait. A személyeskedésektől sem mentes vitában a két tudós egyre hosszabb cikkekben érvelt saját igaza mellett, illetve egyre hevesebben támadta a másik fél álláspontját, kölcsönösen nyelvrontással vádolva egymást. Később, a szabadságharc bukását követően azonban Almási Balogh Pál és Bugát Pál is a természettudományok felé fordult, és a természettudományi műveltség elterjesztését tekintette elsődleges céljának. Ebben az időszakban már nem ellenfelekként, hanem közösen, egyazon célért dolgozva vettek részt az orvosok és természetvizsgálók nagygyűlésein.xxxii, xxxiii, xxxiv 
A Bugát Pállal folytatott vita lezárultát követően Almási Balogh Pál közel 200 szócikk megírásával, illetve szerkesztésével bekapcsolódott az első magyar nyelvű lexikon, a Közhasznú Esméretek Tára (1831–1834) munkálataiba. Ezenkívül nyelvészeti munkásságának részét képezi a Magyar Tudós Társaság nagyszótárának előkészítésében vállalt szerepe is. Vörösmarty Mihállyal (1800–1855) és Czuczor Gergellyel (1800–1866) közösen kiadott határozatukban (Vélemény a’ szótári dolgozatok [munkálatok] megkezdéséről ’s kiosztásáról, 1836) fogalmazódik meg először az igény arra, hogy a tervezett nagyszótár egységes szerkesztési elvek alapján szerveződjön.xxxv 
Almási Balogh Pál mindezek mellett az első akadémiai kiadványtár, a Tudománytár megalapításában is részt vett, majd 1837-től 1943-ig szerkesztette a folyóirat Literatura című irodalmi rovatát. A’ Kávé, thé és csokoládé történeti, természethistoriai, diaetetikai és orvosi tekintetben című, 1831-ben kiadott, 363 oldalas könyvét gróf Széchenyi Istvánnak ajánlotta. 1835-ben a Philosophiai pályamunkák című sorozat első köteteként megjelent munkájával (Tudományos mívelődésünk története) elnyerte a Magyar Tudós Társaság egyik első pályadíját.  
Számos tudományos értekezése látott napvilágot a Magyar Tudós Társaság (1840-től: Magyar Tudományos Akadémia) évkönyveiben, az Ujabbkori Ismeretek Tárában és más folyóiratokban. Munkái között éppúgy előfordultak a homeopátiával foglalkozó írások, mint a füvészetről és a földtanról írt terjedelmesebb dolgozatok. 
Rendszeresen tartott előadásokat is a Magyar Tudós Társaságban (későbbi nevén: a Magyar Tudományos Akadémián). Ezek közül a legjelentősebbek: 
- A nyelv és annak a lélekhez való viszonyai (akadémia székfoglaló, 1836. január 4.);
- Emlékbeszéd Nyíri István matematikus-filozófus r. tag felett (1844. október 8.);
- A tufnai csontbarlangokról (1844. december 26.);
- Emlékbeszéd Hahnemann Sámuel felett (1844. július 28.);
- Egy pillantás földünk életébe (1845);
- Emlékbeszéd Alexander von Humboldt l. tag felett (1859).

Mindemellett jelentős szervezői munkát is végzett: nevéhez köthető az akadémiai ülések és értekezletek rendjének kidolgozása, valamint az akadémiai szabályzat megalkotása, de részt vett a Magyar Tudós Társaság könyvtárának megszervezésében, illetve – külföldi útjai és kapcsolatai révén – a könyvtári állomány bővítésében is.  

## Főbb Munkái
1. Baradlai utazás 1818-dik Esztendőben. Tudományos Gyűjtemény, 1820. 1.
2. Dissertatio inaug. medica de evolutione et vita encephali. Pestini, 1823
3. A visszaigazításra való feleletnek visszaigazítása. Feleletül prof. Bugát Pál urnak a magyar nyelv ügyében. Uo. 1831
4. Rövid orvosi értekezés a cholera morbusról. Temesvár, 1831
5. A' Kávé, thé és csokoládé történeti, természethistoriai, diaetetikai és orvosi tekintetben. Pest, 1831
6. A’ nyelv ’s annak a’ lélekhez való viszonyai. A Magyar Tudós Társaság Évkönyvei III. (1834–36.), II. osztály: 23–69.
7. Kirándulás a’ tufnai csontbarlangokba. A Magyar Tudós Társaság Évkönyvei (1846), 83–116.
8. A természettudományok igényei a törvényhozásban. Pest, 1848.
9. Humboldt Sándor és művei. Pest, 1859.
10. A nagy óceán virágos kertjei. Pest, 1865.
11. Tudományos mívelődésünk története. Buda, 1835. 100 aranynyal jutalmaztatott. (Philosophiai pályamunkák I. kötet. Ism. Figyelmező 1835)
12. Hahnemann. Emlékbeszéd. Buda, 1844
13. Egy pár szó a magyar tudós társaság ügyében, Pest, 1848
14. Az olasz tudósok congressusa Velenczében 1847, Pest, 1863
15. Des dangers des mariages consangvines, Párizs, 1865

## Emlékezete
Az Almási Balogh család sírja a serkei református templom kertjében található, Almási Balogh Pált azonban nem itt, hanem a budapesti Kálvin téri református templom sírboltjába temették el 1867. szeptember 12-én. Sírját a Nemzeti Emlékhely és Kegyeleti Bizottság 2011-ben védetté nyilvánította.xxxvi 
Hatalmas, közel ötvenezer kötetből álló könyvtára kiadatlan kéziratainak és orvosi feljegyzéseinek többségével együtt halála után az ELTE Egyetemi Könyvtárába került.xxxvii, xxxviii 
Az ózdi kórház 1988-ban, alapításának 100. évfordulóján felvette Almási Balogh Pál nevét. Emlékét őrzi ezenkívül nagybarcai emléktáblája is, amelyet 1989. október 20-án lepleztek le. Legismertebb ábrázolásai: Friedrich Lieder (1807–1884) német–magyar litográfus kőnyomatos képe (első közlése: Vasárnapi Ujság, 1858. október 24.), Balogh Zoltán festménye (Vasárnapi Ujság, 1867. szeptember 29.), valamint a család rokona, Izsó Miklós által készített 53,5 cm magas gipsz mellszobor (1864), amelyet ma a Kiscelli Múzeum őriz. 
Almási Balogh Pál munkásságáról elsőként Nagy Károly (1929–2000) ózdi helytörténész írt monográfiát 1992-ben. 

## Az almási Balogh-család
Források:
|                                 |                                 |                                 |                                 |                                   |                                   |                                   |                                   |                                   |                                   |                                  |                                  |                                                                |                                                                |                                                                |                                                                |                                                                |                                                                |                            |                            |                            |                            |  |  | Balogh Dávid (?–1810 k.)                     |                                              |                                              |                                              |                                               |                                               |                                               |                                               |                                                  |                                                  |                                                  |                                                  |                                                  |                                                  |                                     |                                     |                                     |                                     |  |  |                                           |                                           |                                           |                                           |                                           |                                           |  |  |  |  |  |  |  |  |  |  |  |  |  |  |  |  |  |  |  |  |  |  |  |  |  |  |  |  |  |  |
|                                 |                                 |                                 |                                 |                                   |                                   |                                   |                                   |                                   |                                   |                                  |                                  |                                                                |                                                                |                                                                |                                                                |                                                                |                                                                |                            |                            |                            |                            |  |  |                                              |                                              |                                              |                                              |                                               |                                               |                                               |                                               |                                                  |                                                  |                                                  |                                                  |                                                  |                                                  |                                     |                                     |                                     |                                     |  |  |                                           |                                           |                                           |                                           |                                           |                                           |  |  |  |  |  |  |  |  |  |  |  |  |  |  |  |  |  |  |  |  |  |  |  |  |  |  |  |  |  |  |
|                                 |                                 |                                 |                                 |                                   |                                   |                                   |                                   |                                   |                                   |                                  |                                  |                                                                |                                                                |                                                                |                                                                |                                                                |                                                                |                            |                            |                            |                            |  |  |                                              |                                              |                                              |                                              |                                               |                                               |                                               |                                               |                                                  |                                                  |                                                  |                                                  |                                                  |                                                  |                                     |                                     |                                     |                                     |  |  |                                           |                                           |                                           |                                           |                                           |                                           |  |  |  |  |  |  |  |  |  |  |  |  |  |  |  |  |  |  |  |  |  |  |  |  |  |  |  |  |  |  |
|                                 |                                 |                                 |                                 |                                   |                                   |                                   |                                   |                                   |                                   |                                  |                                  |                                                                |                                                                |                                                                |                                                                | Balogh Mózes (?–1809 után)                                     | Balogh Mózes (?–1809 után)                                     | Balogh Mózes (?–1809 után) | Balogh Mózes (?–1809 után) | Balogh Mózes (?–1809 után) | Balogh Mózes (?–1809 után) |  |  | Balogh Ábrahám (?) abaújszántói ref. lelkész | Balogh Ábrahám (?) abaújszántói ref. lelkész | Balogh Ábrahám (?) abaújszántói ref. lelkész | Balogh Ábrahám (?) abaújszántói ref. lelkész | Balogh Ábrahám (?) abaújszántói ref. lelkész  | Balogh Ábrahám (?) abaújszántói ref. lelkész  |                                               |                                               | Balogh Dániel (1780–?) nagyszöllősi ref. lelkész | Balogh Dániel (1780–?) nagyszöllősi ref. lelkész | Balogh Dániel (1780–?) nagyszöllősi ref. lelkész | Balogh Dániel (1780–?) nagyszöllősi ref. lelkész | Balogh Dániel (1780–?) nagyszöllősi ref. lelkész | Balogh Dániel (1780–?) nagyszöllősi ref. lelkész |                                     |                                     |                                     |                                     |  |  |                                           |                                           |                                           |                                           |                                           |                                           |  |  |  |  |  |  |  |  |  |  |  |  |  |  |  |  |  |  |  |  |  |  |  |  |  |  |  |  |  |  |
|                                 |                                 |                                 |                                 |                                   |                                   |                                   |                                   |                                   |                                   |                                  |                                  |                                                                |                                                                |                                                                |                                                                | Balogh Mózes (?–1809 után)                                     | Balogh Mózes (?–1809 után)                                     | Balogh Mózes (?–1809 után) | Balogh Mózes (?–1809 után) | Balogh Mózes (?–1809 után) | Balogh Mózes (?–1809 után) |  |  | Balogh Ábrahám (?) abaújszántói ref. lelkész | Balogh Ábrahám (?) abaújszántói ref. lelkész | Balogh Ábrahám (?) abaújszántói ref. lelkész | Balogh Ábrahám (?) abaújszántói ref. lelkész | Balogh Ábrahám (?) abaújszántói ref. lelkész  | Balogh Ábrahám (?) abaújszántói ref. lelkész  |                                               |                                               | Balogh Dániel (1780–?) nagyszöllősi ref. lelkész | Balogh Dániel (1780–?) nagyszöllősi ref. lelkész | Balogh Dániel (1780–?) nagyszöllősi ref. lelkész | Balogh Dániel (1780–?) nagyszöllősi ref. lelkész | Balogh Dániel (1780–?) nagyszöllősi ref. lelkész | Balogh Dániel (1780–?) nagyszöllősi ref. lelkész |                                     |                                     |                                     |                                     |  |  |                                           |                                           |                                           |                                           |                                           |                                           |  |  |  |  |  |  |  |  |  |  |  |  |  |  |  |  |  |  |  |  |  |  |  |  |  |  |  |  |  |  |
|                                 |                                 |                                 |                                 |                                   |                                   |                                   |                                   |                                   |                                   |                                  |                                  |                                                                |                                                                |                                                                |                                                                |                                                                |                                                                |                            |                            |                            |                            |  |  |                                              |                                              |                                              |                                              |                                               |                                               |                                               |                                               |                                                  |                                                  |                                                  |                                                  |                                                  |                                                  |                                     |                                     |                                     |                                     |  |  |                                           |                                           |                                           |                                           |                                           |                                           |  |  |  |  |  |  |  |  |  |  |  |  |  |  |  |  |  |  |  |  |  |  |  |  |  |  |  |  |  |  |
|                                 |                                 |                                 |                                 |                                   |                                   |                                   |                                   | Balogh Pál (1794–1867) orvos      | Balogh Pál (1794–1867) orvos      | Balogh Pál (1794–1867) orvos     | Balogh Pál (1794–1867) orvos     | Balogh Pál (1794–1867) orvos                                   | Balogh Pál (1794–1867) orvos                                   |                                                                |                                                                |                                                                |                                                                |                            |                            |                            |                            |  |  |                                              |                                              |                                              |                                              | Balogh Sámuel (1796–1867) serkei ref. lelkész | Balogh Sámuel (1796–1867) serkei ref. lelkész | Balogh Sámuel (1796–1867) serkei ref. lelkész | Balogh Sámuel (1796–1867) serkei ref. lelkész | Balogh Sámuel (1796–1867) serkei ref. lelkész    | Balogh Sámuel (1796–1867) serkei ref. lelkész    |                                                  |                                                  | Balogh József (1797–1884) költő                  | Balogh József (1797–1884) költő                  | Balogh József (1797–1884) költő     | Balogh József (1797–1884) költő     | Balogh József (1797–1884) költő     | Balogh József (1797–1884) költő     |  |  | Balog Ferenc (1801–?) Gömör megye ügyésze | Balog Ferenc (1801–?) Gömör megye ügyésze | Balog Ferenc (1801–?) Gömör megye ügyésze | Balog Ferenc (1801–?) Gömör megye ügyésze | Balog Ferenc (1801–?) Gömör megye ügyésze | Balog Ferenc (1801–?) Gömör megye ügyésze |  |  |  |  |  |  |  |  |  |  |  |  |  |  |  |  |  |  |  |  |  |  |  |  |  |  |  |  |  |  |
|                                 |                                 |                                 |                                 |                                   |                                   |                                   |                                   | Balogh Pál (1794–1867) orvos      | Balogh Pál (1794–1867) orvos      | Balogh Pál (1794–1867) orvos     | Balogh Pál (1794–1867) orvos     | Balogh Pál (1794–1867) orvos                                   | Balogh Pál (1794–1867) orvos                                   |                                                                |                                                                |                                                                |                                                                |                            |                            |                            |                            |  |  |                                              |                                              |                                              |                                              | Balogh Sámuel (1796–1867) serkei ref. lelkész | Balogh Sámuel (1796–1867) serkei ref. lelkész | Balogh Sámuel (1796–1867) serkei ref. lelkész | Balogh Sámuel (1796–1867) serkei ref. lelkész | Balogh Sámuel (1796–1867) serkei ref. lelkész    | Balogh Sámuel (1796–1867) serkei ref. lelkész    |                                                  |                                                  | Balogh József (1797–1884) költő                  | Balogh József (1797–1884) költő                  | Balogh József (1797–1884) költő     | Balogh József (1797–1884) költő     | Balogh József (1797–1884) költő     | Balogh József (1797–1884) költő     |  |  | Balog Ferenc (1801–?) Gömör megye ügyésze | Balog Ferenc (1801–?) Gömör megye ügyésze | Balog Ferenc (1801–?) Gömör megye ügyésze | Balog Ferenc (1801–?) Gömör megye ügyésze | Balog Ferenc (1801–?) Gömör megye ügyésze | Balog Ferenc (1801–?) Gömör megye ügyésze |  |  |  |  |  |  |  |  |  |  |  |  |  |  |  |  |  |  |  |  |  |  |  |  |  |  |  |  |  |  |
|                                 |                                 |                                 |                                 |                                   |                                   |                                   |                                   |                                   |                                   |                                  |                                  |                                                                |                                                                |                                                                |                                                                |                                                                |                                                                |                            |                            |                            |                            |  |  |                                              |                                              |                                              |                                              |                                               |                                               |                                               |                                               |                                                  |                                                  |                                                  |                                                  |                                                  |                                                  |                                     |                                     |                                     |                                     |  |  |                                           |                                           |                                           |                                           |                                           |                                           |  |  |  |  |  |  |  |  |  |  |  |  |  |  |  |  |  |  |  |  |  |  |  |  |  |  |  |  |  |  |
| Balogh Zoltán (1833–1878) költő | Balogh Zoltán (1833–1878) költő | Balogh Zoltán (1833–1878) költő | Balogh Zoltán (1833–1878) költő | Balogh Zoltán (1833–1878) költő   | Balogh Zoltán (1833–1878) költő   |                                   |                                   | Balogh Tihamér (1838–1907) orvos  | Balogh Tihamér (1838–1907) orvos  | Balogh Tihamér (1838–1907) orvos | Balogh Tihamér (1838–1907) orvos | Balogh Tihamér (1838–1907) orvos                               | Balogh Tihamér (1838–1907) orvos                               |                                                                |                                                                | Albin (1846–?)                                                 | Albin (1846–?)                                                 | Albin (1846–?)             | Albin (1846–?)             | Albin (1846–?)             | Albin (1846–?)             |  |  | Béla (1828–1892) putnoki ref. lelkész        | Béla (1828–1892) putnoki ref. lelkész        | Béla (1828–1892) putnoki ref. lelkész        | Béla (1828–1892) putnoki ref. lelkész        | Béla (1828–1892) putnoki ref. lelkész         | Béla (1828–1892) putnoki ref. lelkész         |                                               |                                               | Sámuel (1840–1899) adófőfelügyelő                | Sámuel (1840–1899) adófőfelügyelő                | Sámuel (1840–1899) adófőfelügyelő                | Sámuel (1840–1899) adófőfelügyelő                | Sámuel (1840–1899) adófőfelügyelő                | Sámuel (1840–1899) adófőfelügyelő                |                                     |                                     |                                     |                                     |  |  |                                           |                                           |                                           |                                           |                                           |                                           |  |  |  |  |  |  |  |  |  |  |  |  |  |  |  |  |  |  |  |  |  |  |  |  |  |  |  |  |  |  |
| Balogh Zoltán (1833–1878) költő | Balogh Zoltán (1833–1878) költő | Balogh Zoltán (1833–1878) költő | Balogh Zoltán (1833–1878) költő | Balogh Zoltán (1833–1878) költő   | Balogh Zoltán (1833–1878) költő   |                                   |                                   | Balogh Tihamér (1838–1907) orvos  | Balogh Tihamér (1838–1907) orvos  | Balogh Tihamér (1838–1907) orvos | Balogh Tihamér (1838–1907) orvos | Balogh Tihamér (1838–1907) orvos                               | Balogh Tihamér (1838–1907) orvos                               |                                                                |                                                                | Albin (1846–?)                                                 | Albin (1846–?)                                                 | Albin (1846–?)             | Albin (1846–?)             | Albin (1846–?)             | Albin (1846–?)             |  |  | Béla (1828–1892) putnoki ref. lelkész        | Béla (1828–1892) putnoki ref. lelkész        | Béla (1828–1892) putnoki ref. lelkész        | Béla (1828–1892) putnoki ref. lelkész        | Béla (1828–1892) putnoki ref. lelkész         | Béla (1828–1892) putnoki ref. lelkész         |                                               |                                               | Sámuel (1840–1899) adófőfelügyelő                | Sámuel (1840–1899) adófőfelügyelő                | Sámuel (1840–1899) adófőfelügyelő                | Sámuel (1840–1899) adófőfelügyelő                | Sámuel (1840–1899) adófőfelügyelő                | Sámuel (1840–1899) adófőfelügyelő                |                                     |                                     |                                     |                                     |  |  |                                           |                                           |                                           |                                           |                                           |                                           |  |  |  |  |  |  |  |  |  |  |  |  |  |  |  |  |  |  |  |  |  |  |  |  |  |  |  |  |  |  |
|                                 |                                 |                                 |                                 |                                   |                                   |                                   |                                   |                                   |                                   |                                  |                                  |                                                                |                                                                |                                                                |                                                                |                                                                |                                                                |                            |                            |                            |                            |  |  |                                              |                                              |                                              |                                              |                                               |                                               |                                               |                                               |                                                  |                                                  |                                                  |                                                  |                                                  |                                                  |                                     |                                     |                                     |                                     |  |  |                                           |                                           |                                           |                                           |                                           |                                           |  |  |  |  |  |  |  |  |  |  |  |  |  |  |  |  |  |  |  |  |  |  |  |  |  |  |  |  |  |  |
|                                 |                                 |                                 |                                 | Balogh Loránd (1869–1945) építész | Balogh Loránd (1869–1945) építész | Balogh Loránd (1869–1945) építész | Balogh Loránd (1869–1945) építész | Balogh Loránd (1869–1945) építész | Balogh Loránd (1869–1945) építész |                                  |                                  | Balogh Elemér (1871–1938) a Hangya Szövetkezet vezérigazgatója | Balogh Elemér (1871–1938) a Hangya Szövetkezet vezérigazgatója | Balogh Elemér (1871–1938) a Hangya Szövetkezet vezérigazgatója | Balogh Elemér (1871–1938) a Hangya Szövetkezet vezérigazgatója | Balogh Elemér (1871–1938) a Hangya Szövetkezet vezérigazgatója | Balogh Elemér (1871–1938) a Hangya Szövetkezet vezérigazgatója |                            |                            |                            |                            |  |  |                                              |                                              |                                              |                                              | József (1875–?) tüzérfőhadnagy                | József (1875–?) tüzérfőhadnagy                | József (1875–?) tüzérfőhadnagy                | József (1875–?) tüzérfőhadnagy                | József (1875–?) tüzérfőhadnagy                   | József (1875–?) tüzérfőhadnagy                   |                                                  |                                                  | Aladár (1880–?) méneskari főhadnagy              | Aladár (1880–?) méneskari főhadnagy              | Aladár (1880–?) méneskari főhadnagy | Aladár (1880–?) méneskari főhadnagy | Aladár (1880–?) méneskari főhadnagy | Aladár (1880–?) méneskari főhadnagy |  |  |                                           |                                           |                                           |                                           |                                           |                                           |  |  |  |  |  |  |  |  |  |  |  |  |  |  |  |  |  |  |  |  |  |  |  |  |  |  |  |  |  |  |
|                                 |                                 |                                 |                                 | Balogh Loránd (1869–1945) építész | Balogh Loránd (1869–1945) építész | Balogh Loránd (1869–1945) építész | Balogh Loránd (1869–1945) építész | Balogh Loránd (1869–1945) építész | Balogh Loránd (1869–1945) építész |                                  |                                  | Balogh Elemér (1871–1938) a Hangya Szövetkezet vezérigazgatója | Balogh Elemér (1871–1938) a Hangya Szövetkezet vezérigazgatója | Balogh Elemér (1871–1938) a Hangya Szövetkezet vezérigazgatója | Balogh Elemér (1871–1938) a Hangya Szövetkezet vezérigazgatója | Balogh Elemér (1871–1938) a Hangya Szövetkezet vezérigazgatója | Balogh Elemér (1871–1938) a Hangya Szövetkezet vezérigazgatója |                            |                            |                            |                            |  |  |                                              |                                              |                                              |                                              | József (1875–?) tüzérfőhadnagy                | József (1875–?) tüzérfőhadnagy                | József (1875–?) tüzérfőhadnagy                | József (1875–?) tüzérfőhadnagy                | József (1875–?) tüzérfőhadnagy                   | József (1875–?) tüzérfőhadnagy                   |                                                  |                                                  | Aladár (1880–?) méneskari főhadnagy              | Aladár (1880–?) méneskari főhadnagy              | Aladár (1880–?) méneskari főhadnagy | Aladár (1880–?) méneskari főhadnagy | Aladár (1880–?) méneskari főhadnagy | Aladár (1880–?) méneskari főhadnagy |  |  |                                           |                                           |                                           |                                           |                                           |                                           |  |  |  |  |  |  |  |  |  |  |  |  |  |  |  |  |  |  |  |  |  |  |  |  |  |  |  |  |  |  |